# Philippe de La Baume-Saint-Amour
Philippe de La Baume-Saint-Amour (* 16. Januar 1616; † 14. November 1688 in Paris) Marquis de Yennes und Baron de Saint-Amour, war ein Adliger, Militär, Politiker und Schriftsteller aus der Freigrafschaft Burgund in spanischen Diensten. Er ist als Gouverneur der Freigrafschaft Burgund während des Devolutionskriegs (1667/68) bekannt.

## Leben
Philippe de La Baume-Saint-Amour ist der Sohn von Emmanuel-Philibert de La Baume-Saint-Amour und Hélène Perrenot de Granvelle, einer Nichte des Kardinals Antoine Perrenot de Granvelle. In seiner Jugend war er für den Kirchendienst bestimmt und wurde Kanoniker im Domkapitel von Besançon, entschied sich dann aber für eine militärische Karriere. Er kämpfte in der spanischen Armee (die Freigrafschaft Burgund unterstand bis 1674 der spanischen Krone) und stach während der Belagerung von Arras (13. Juni – 9. August 1640) und in den Schlachten hervor, die auf die Evakuierung der Stadt folgten, wobei er auf der Gegenseite auch dem großen Condé auffiel.
Am 11. August 1661 wurde er zum Gouverneur des Freigrafschaft Burgund ernannt. Aber seine Heimatprovinz war zu diesem Zeitpunkt noch ausgeblutet und traumatisiert von den zehn Jahren (1634–1644) des Dreißigjährigen Kriegs, die die Freigrafschaft betroffen hatten, zudem was das Parlement nicht bereit, mit dem neuen Gouverneur zu kooperieren und sich ihm zu unterwerfen – und hörte während seiner Amtszeit auch nicht auf, sich seinen Plänen zu widersetzen. Darüber hinaus war die Freigrafschaft Burgund in diplomatischer und militärischer Sicht isoliert, weit entfernt von Spanien und ohne direkte Unterstützung: Der neue Gouverneur konnte nur auf seine eigenen Streitkräfte zählen, die hauptsächlich aus Milizionären bestanden.
Im Frühjahr 1667 war das französische Herr in die den Spanischen Niederlanden einmarschiert (Devolutionskrieg), in den ersten Tagen des Jahres 1668 erfuhr Philippe de La Baume-Saint-Amour, dass eine weitere Armee an den Grenzen der Provinz stand. Er entschied sich für eine Aufteilung seiner Truppen, um die Garnisonen großer Städte wie Dole, Salins, Gray und Besançon zu verstärken, anstatt ein direktes Engagement zu wagen. Anschließend richtete er seinen Kommandozentrale im Château de Joux ein, um den aus der Schweiz und aus Italien erwarteten Verstärkungen so nahe wie möglich zu kommen. Aber die Unterstützung traf nicht ein, dafür aber die Reste der Garnisonen, die er zuvor verstärkt hatte: die Franzosen unter Condé hatten am 4. Februar die Grenze überschritten und auf ihrem Feldzug bereits nach drei Tagen Besançon (das als Freie Reichsstadt nicht zur Freigrafschaft gehörte) und Salins fast ohne Gegenwehr besetzt, am 14. Februar ergab sich Dole nach viertägiger Belagerung, lediglich Gray hielt noch stand. Die burgundische Gegenwehr wurde zu einem Desaster und das Château de Joux nun selbst bedroht: die Verteidigung war zu schwach und die Milizionäre ließen sich von den französischen Berufssoldaten so beeindrucken, dass sich die Festung dem General Louis de Maupeou, Marquis de Noisy, ergab. La Baume wurde aufgefordert, Gray vor die Wahl zu stellen, sich zu ergeben oder völlig zerstört zu werden, woraufhin die Übergabe am 17. Februar erfolgte. Innerhalb von kaum drei Wochen war die gesamte Freigrafschaft besetzt.
Philippe de La Baume-Saint-Amour wurde zur Verantwortung gezogen und im Mai 1668 als Gouverneur und Militärkommandeur entlassen. Die Spannungen zwischen ihm und dem Parlement hingegen blieben noch lange bestehen: für seine Haltung hatte ihm Ludwig XIV. ein Einkommen angeboten, sowie die Möglichkeit eröffnet, sein Château de Gray zu behalten – was ihm von der Bevölkerung als Belohnung für einen Verrat ausgelegt wurde. Er zog sich nach Paris zurück, wo er die letzten 20 Jahre seines Lebens verbrachte und zwei Werke schrieb, die seine Memoiren wurden, in denen er seine schwierigen Beziehungen zum Parlement beschreibt und in denen er versuchte, seine Unschuld zu beweisen.

## Ehe und Familie
Philippe de La Baume-Saint-Amour heiratete Dorothée de Rye, Tochter von Claude de Rye de Varambon de Varax, Baron de Balançon, Artilleriegeneral in den Spanischen Niederlanden, Gouverneur von Namur, und Claude-Prospère de La Baume-Montrevel. Die Ehe blieb ohne Nachkommen.

## Werke
- Apologie de messire Philippe de La Baume marquis d’Yennes, 1668
- Correspondance du marquis d’Yennes avec le parlement de Dole, 1670